# Arquebisbat d'Ayacucho
L'arquebisbat d'Ayacucho (espanyol: Arquidiócesis de Ayacucho, llatí: Archidioecesis Ayacuquensis) és una seu metropolitana de l'Església Catòlica a Perú. Al 2012 tenia 560.660 batejats sobre una població de 659.600 habitants. Actualment està regida per l'arquebisbe Salvador Piñeiro García-Calderón.

## Territori
L'arxidiòcesi comprèn la regió peruana d'Ayacucho, amb les províncies de Parinacochas i Paucar del Sara Sara i part de la província de Lucanas, que pertany a la prelatura territorial de Caravelí.
La seu episcopal és la ciutat d'Ayacucho, on es troba la catedral de Santa María de las Nieves.
El territori s'estén sobre 26.777 km², i està dividit en 50 parròquies.

### La província eclesiàstica
La província eclesiàstica d'Ayaucho, instituïda el 1966, comprèn dues diòcesis sufragànies:
- prelatura territorial de Caravelí
- bisbat de Huancavelica

## Història
La diòcesi d'Huamanga va ser erigida el 20 de juliol de 1609, prenent-se el territori de la diòcesi de Cusco (avui arxidiòcesi). Originàriament era sufragània de l'arquebisbat de Lima.
El 1681 s'instituí el seminari diocesà.
El 28 de maig de 1803 cedí una part de seu territori per tal que s'erigís la diòcesi de Maynas (avui bisbat de Chachapoyas).
El 1825 la ciutat d'Huamanga assumí el nom d'Ayacucho.
El 5 de febrer de 1900 cedí una nova part de seu territori per tal que s'erigís la prefectura apostòlica d'Ucayali (posteriorment suprimida).
El 23 de maig de 1943 la diòcesi d'Huamanga entrà a formar part de la província eclesiàstica de l'arquebisbat de Cusco.
El 18 de desembre de 1944, el 21 de novembre de 1957 i el 28 d'abril de 1958 cedí de nou parts de seu territori per tal que s'erigissin respectivament el bisbat d'Huancavelica, de la prelatura territorial de Caravelí i de la bisbat d'Abancay.
El 30 de juny de 1966 va ser elevada al rang d'arxidiòcesi metropolitana mitjançant la butlla Suprema ea usi del papa Pau VI i assumí el nom actual.
Al febrer de 1985 rebé la visita de Joan Pau II

## Cronologia episcopal
- Agustín de Carvajal, O.S.A. † (7 de maig de 1612 - 1621 mort)
- Francisco Verdugo Cabrera † (14 de març de 1622 - 20 de juliol de 1636 mort)
- Gabriel de Zarate, O.P. † (14 de desembre de 1637 - 1638 mort)
- Antonio Conderina Vega, O.S.A. † (26 de maig de 1642 - 1649 mort)
- Andrés García de Zurita † (1649 succeduto - 4 d'abril de 1650 nomenat bisbe de Trujillo)
- Francisco de Godoy † (2 de maig de 1650 - 1º de setembre de 1659 nomenat bisbe de Trujillo)
- Cipriano de Medina, O.P. † (16 de febrer de 1660 - 1664 mort)
- Vasco Jacinto de Contreras y Valverde † (7 de juny de 1666 - 2 de març de 1667 mort)
- Cristóbal de Castilla y Zamora † (11 de juny de 1668 - 8 de novembre de 1677 nomenat bisbe de La Plata)
  - Antonio de San Pedro, O.Cist. † (22 de novembre de 1677 - ? mort) (bisbe electe)
- Sancho Pardo de Andrade de Figueroa y Cárdenas † (12 de juny de 1679 - 15 de novembre de 1688 nomenat bisbe de Quito)
  - Francisco Luis de Bruna Rico † (6 de desembre de 1688 - 1689 mort) (bisbe electe)
- Mateo Delgado † (12 de desembre de 1689 - de juliol de 1695 mort)
- Diego Ladrón de Guevara † (11 d'abril de 1699 - 15 de setembre de 1704 nomenat bisbe de Quito)
  - Sede vacante (1704-1716)
- Francisco de Deza y Ulloa † (7 de desembre de 1716 - 22 d'abril de 1722 mort)
- Alfonso López Roldán, O.S.Bas. † (30 d'agost de 1723 - 22 de febrer de 1741 mort)
- Miguel Bernardino de la Fuenta y Rojas † (7 d'agost de 1741 - 1742 mort)
- Francisco Gutiérrez Galeano, O. de M. † (25 de gener de 1745 - 12 d'octubre de 1748 mort)
- Felipe Manrique de Lara † (23 de febrer de 1750 - 31 de gener de 1763 mort)
- José Luis de Lila y Moreno, O.S.A. † (20 d'agost de 1764 - de gener de 1769 mort)
- Miguel Moreno y Ollo † (12 de març de 1770 - 11 de setembre de 1780 mort)
- Francisco López Sánchez † (10 de desembre de 1781 - 2 de març de 1790 mort)
- Bartolomé Fabro Palacios † (11 d'abril de 1791 - 10 de juliol de 1795 mort)
- Francisco Matienzo Bravo de Rivero † (27 de juny de 1796 - 1802 mort)
- José Antonio Martínez de Aldunate † (26 de març de 1804 - 1810 nomenat arquebisbe de Santiago de Xile)
- José Vicente Silva y Olave † (15 de març de 1815 - 1816 mort)
- Pedro Gutiérrez de Coz † (16 de març de 1818 - 13 de març de 1826 nomenat bisbe de San Juan)
  - Sede vacante (1826-1841)
  - Juan Rodríguez Raymúndez † (17 de setembre de 1838, ma 25 de maig de 1838 mort) (bisbe electe pòstum)
- Santiago José O' Phelan † (12 de juliol de 1841 - 22 de setembre de 1857 mort)
- José Francisco Ezequiel Moreyra † (27 de març de 1865 - 23 de març de 1874 mort)
- Juan José de Polo † (17 de setembre de 1875 - de novembre de 1882 mort)
  - Sede vacante (1882-1893)
- Julian Cáceres Negrón † (19 de gener de 1893 - abans del 21 de febrer de 1900 renuncià)
- Fidel Olivas Escudero † (19 d'abril de 1900 - 12 d'abril de 1935 mort)
- Francisco Solano Muente y Campos, O.F.M. † (30 de maig de 1936 - 21 de juliol de 1939 renuncià)
- Victor Álvarez Huapaya, S.D.B. † (15 de desembre de 1940 - 2 de març de 1958 mort)
- Otoniel Alcedo Culquicóndor, S.D.B. † (28 d'agost de 1958 - 20 de novembre de 1979 renuncià)
- Federico Richter Fernández-Prada, O.F.M. † (20 de novembre de 1979 - 23 de maig de 1991 renuncià)
- Juan Luis Cipriani Thorne (13 de maig de 1995[1] - 9 de gener de 1999 nomenat arquebisbe de Lima)
  - José Antúnez de Mayolo Larragán, S.D.B. (9 de gener de 1999 - 13 de juny de 2001) (administrador apostòlic)
- Luis Abilio Sebastiani Aguirre, S.M. (13 de juny de 2001 - 6 d'agost de 2011 jubilat)
- Salvador Piñeiro García-Calderón, des del 6 d'agost de 2011

## Estadístiques
A finals del 2012, l'arxidiòcesi tenia 560.660 batejats sobre una població de 659.600 persones, equivalent al 85,0% del total.
| any  | població | població  | població | sacerdots | sacerdots       | sacerdots       | sacerdots             | diaques | religiosos | religiosos | parròquies |
| ---- | -------- | --------- | -------- | --------- | --------------- | --------------- | --------------------- | ------- | ---------- | ---------- | ---------- |
| any  | batejats | total     | %        | total     | clergat secular | clergat regular | batejats por sacerdot | diaques | homes      | dones      |            |
| 1950 | 520.543  | 531.166   | 98,0     | 73        | 56              | 17              | 7.130                 |         | 26         | 98         | 63         |
| 1959 | 300.000  | 300.000   | 100,0    | 65        | 50              | 15              | 4.615                 |         | 11         | 82         | 50         |
| 1966 | ?        | 680.562   | ?        | 81        | 60              | 21              | ?                     |         | 28         | 118        | 42         |
| 1970 | 350.000  | 400.000   | 87,5     | 5         | 1               | 4               | 70.000                |         | 4          |            | 41         |
| 1976 | 350.000  | 400.200   | 87,5     | 48        | 38              | 10              | 7.291                 |         | 15         | 93         | 47         |
| 1980 | 360.850  | 407.100   | 88,6     | 42        | 34              | 8               | 8.591                 |         | 17         | 74         | 47         |
| 1990 | 810.000  | 1.020.000 | 79,4     | 30        | 24              | 6               | 27.000                |         | 8          | 111        | 20         |
| 1999 | 554.000  | 584.000   | 94,9     | 44        | 30              | 14              | 12.590                |         | 15         | 117        | 30         |
| 2000 | 393.365  | 491.706   | 80,0     | 39        | 25              | 14              | 10.086                |         | 17         | 111        | 47         |
| 2001 | 369.500  | 492.706   | 75,0     | 36        | 22              | 14              | 10.263                |         | 19         | 99         | 47         |
| 2002 | 346.000  | 493.706   | 70,1     | 46        | 33              | 13              | 7.521                 |         | 18         | 114        | 48         |
| 2003 | 324.162  | 498.710   | 65,0     | 46        | 33              | 13              | 7.047                 |         | 17         | 114        | 48         |
| 2004 | 299.646  | 499.410   | 60,0     | 44        | 32              | 12              | 6.810                 |         | 16         | 119        | 24         |
| 2006 | 297.000  | 511.000   | 58,1     | 46        | 35              | 11              | 6.456                 | 3       | 21         | 130        | 24         |
| 2012 | 560.660  | 659.600   | 85,0     | 57        | 42              | 15              | 9.836                 |         | 21         | 123        | 50         |